# 廁神
廁神是守護廁所的神祇。在中國民間信仰中，有數人被奉祀為廁神，都是身世際遇不幸而枉死的幾名女子，包括被吕残害致死的戚夫人、被正妻謀殺的紫姑等人。